# Cinturão de Rochas Verdes Nuvvuagittuq

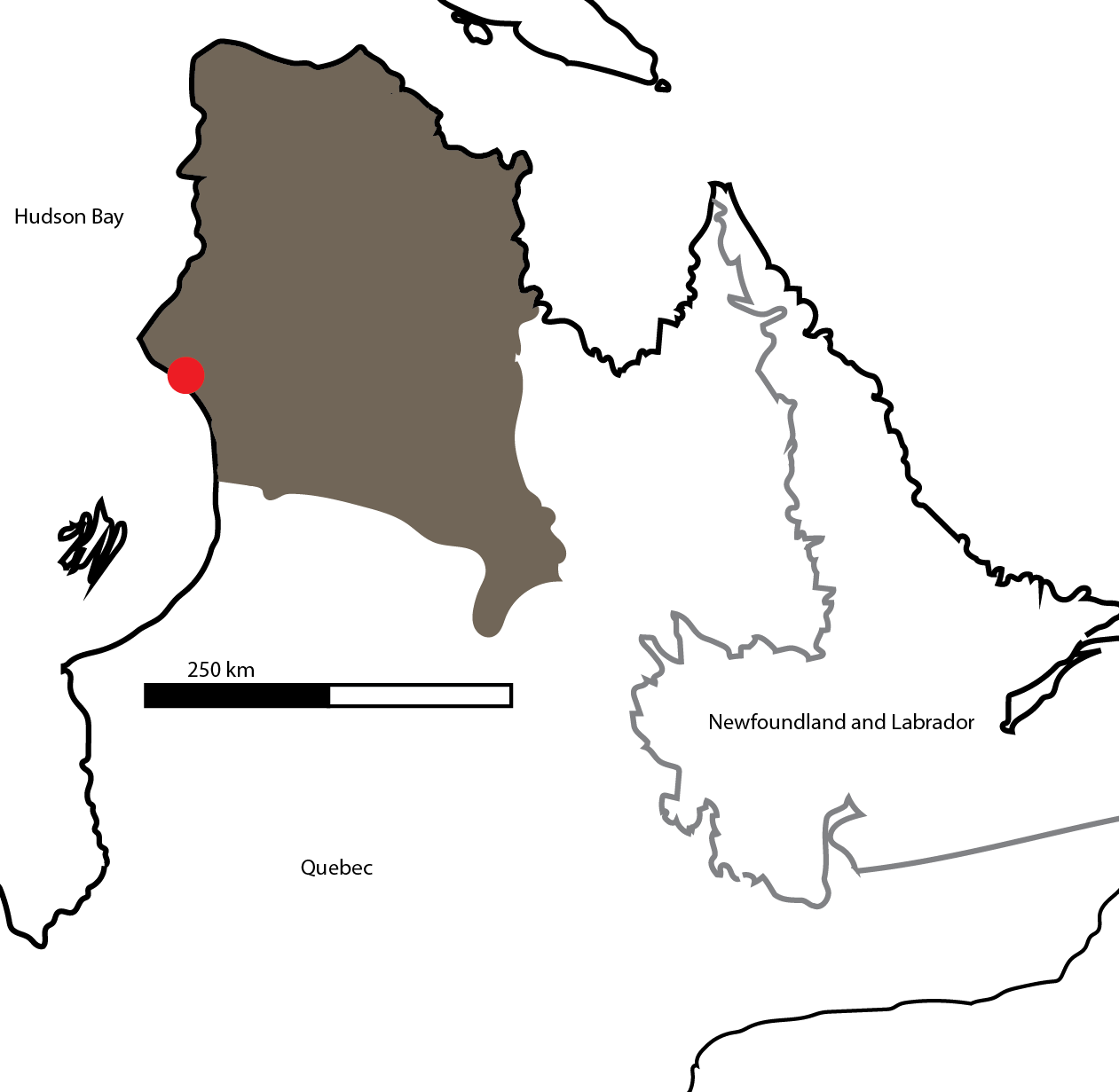
A localização do cinturão (em vermelho), na província do Quebeque.

O Cinturão de Rochas Verdes Nuvvuagittuq é uma sequência de rochas metamorfoseadas máficas a ultramáficas e rochas sedimentares associadas (um cinturão de rochas verdes) localizado na costa leste da Baía de Hudson, 40 Km ao sudeste de Inukjuak, Quebeque. Estas rochas sofreram metamorfismo extenso e representam algumas das rochas as mais velhas na terra.
Dois artigos que datam da idade do Cinturão de Rochas Verdes Nuvvuagittuq foram publicados. Um artigo deu uma idade de 3.750 milhões de anos, enquanto o outro deu e idade de 4.321 milhões de anos. Em março de 2017, a idade do Cinturão de Rochas Verdes Nuvvuagittuq ainda não havia sido resolvida.
Em março de 2017, um relatório foi publicado, evidenciando fósseis de bactérias nessas rochas.

## História
Anteriormente chamado de Greenpoints Cove Greenpointe, o Cinturão de Rochas Verdes Nuvvuagittuq foi mapeado pela primeira vez em 1965 pelo Ministério de Recursos Naturais de Quebeque. A área permaneceu mais ou menos não examinada até os anos 2000, quando os relatórios preliminares de zircão U-Pb datando na área do cinturão encontrou zirconitas com idades até 3750 Milhões de anos. Desde então, o Nuvvuagittuq tornou-se o foco de estudo intenso. Existe ainda um desacordo considerável entre cientistas quanto à história e idade dessa estrutura. O Cinturão de Nuvvuagittuq é parte de uma unidade máfica chamada unidade de Ujaraaluk, ambas na subprovíncia do bloco de Minto de Inukjuak.

### Controvérsias

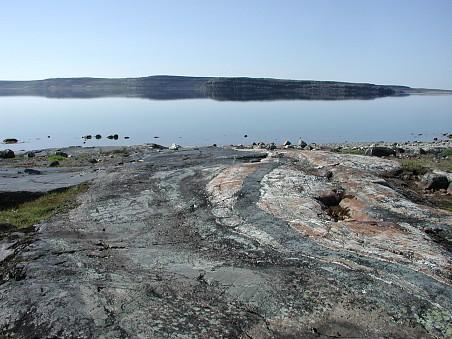
Afloramento de rochas metamorfoseadas em Nuvvuagittuq.

Em 2007, usando combinação de urânio-chumbo em zircões, o Nuvvuagittuq foi datado de um mínimo de 3,7 bilhões de anos de idade. Esta medida foi feita usando urânio-chumbo em zircões encontrados dentro de intrusões graníticas que cortaram porções da correia e, portanto, são mais jovens do que as características que corta. Esta medida é amplamente aceita, no entanto, ela sozinha não fornece uma idade máxima.
Em 2012, datação de samário-neodímio e o fracionamento de isótopos de neodímio foram utilizados para estabelecer uma idade de 4321 milhões de anos para o Cinturão de Rochas Verdes Nuvvuagittuq. Isso foi feito datando gabros intrusos e medindo o fracionamento de isótopos de neodímio em membros menos deformados da unidade de Ujaraaluk. A idade de 4321 milhões de anos faria do Cinturão de Rochas Verdes Nuvvuagittuq as rochas mais antigas conhecidas na Terra.
Em 2012, estudos adicionais de zircões detríticos tomados de xistos de quartzo-biotita presentes no cinturão relataram uma idade máxima de 3780 milhões de anos. O último estudo afirma que a idade 4321 milhões de anos não é reflexo do cinturão, mas sim reflete razões isotópicas herdadas de crosta Hadean que foi derretido para formar as rochas-mãe do Cinturão de Rochas Verdes.
Em março de 2017, esse desacordo em relação à idade do cinturão ainda não estava resolvido.

## Geologia
O Cinturão de Rochas Verdes Nuvvuagittuq contém 3 componentes principais:

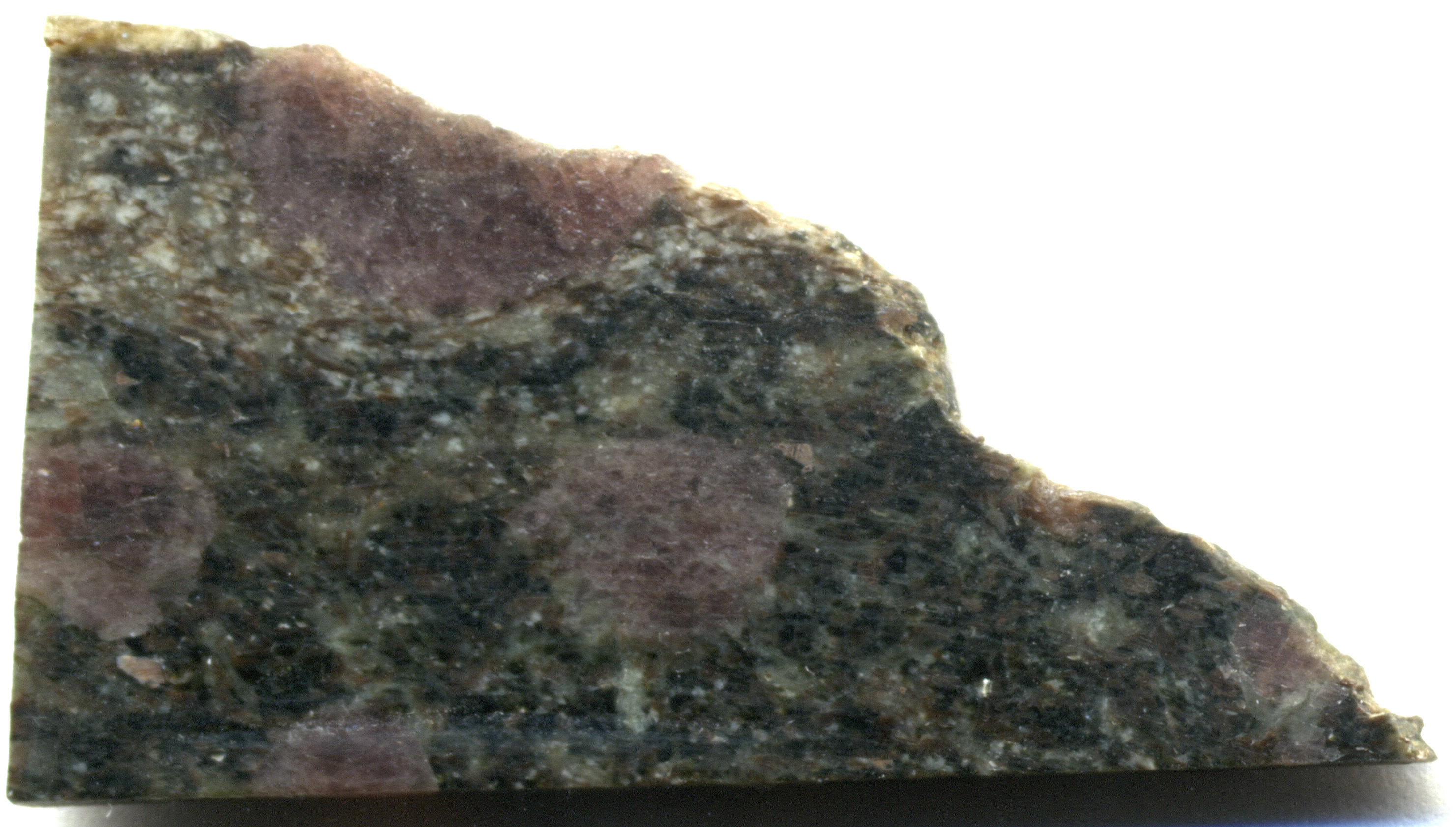
Granada em "falso-anfibolito" do Cinturão de Rochas Verdes Nuvvuagittuq.

1. O anfibolito cummingtonita, que forma a maior parte do cinturão;
2. rochas metamorfoseadas maficas a ultramáficas que interferem nos anfibolitos;
3. Formações ferríferas bandadas.

O anfibolito cummingtonita que domina o cinturão é incomum, uma vez que seções da rocha têm uma cor cinza-bege, em comparação com o verde escuro de anfibolitos típicos, dando-lhe o apelido de "falso-anfibolito". O anfibolito cummingtonita exibe folheação gnéissica, com cummingtonite, quartzo, biotita e feldspato plagioclase sendo os componentes primários. Os anfibolitos cummingtonite variam de granada-rico a granada-pobre e são interpretados para ser rochas altamente metamorfoseadas vulcão-sedimentar.
Soleiras ultramáficas e grabos aparecem comumente na parte norte do cinturão. Estas soleiras variam de 5 a 30 m (16 a 98 pés) de largura. Elas representam um evento significativo de intrusão na história do cinturão.
A formação de ferro com faixas pode ser traçada continuamente através da porção norte do cinturão. A formação é composta principalmente de quartzo, magnetita e grunerite.

## Alteração na história
A história da alteração e do metamorfismo no Cinturão de Rochas Verdes Nuvvuagittuq permanece mal compreendida em muitos aspectos, entretanto as tentativas foram feitas para restringir a história usando técnicas estruturais, e a deformação geocronométrica da alta pressão é evidente durante todo o cinturão como um dos primeiros períodos de deformação. Este período causou folhagem significativa e dobra em escala de medida nas formações de falso-anfibolito e de ferro com faixas. O trabalho de Nadeau e O'Neil concorda com um evento térmico após a primeira fase de deformação e é datado por O'Neil como sendo 2,7 Ga. Este evento é registrado por intrusões ígneas no Cinturão e a formação da Soleira Perto Boizard, uma formação ígnea intrusiva. Este evento é seguido por um período de dobra em escala de medida que afeta todas as partes da correia.
Foi também proposto que o Cinturão represente uma zona de subdução paleo. As semelhanças entre o cinturão e o antebraço Izu-Bonin-Mariana, uma moderna zona de subducção, sugerem que o Nuvvuagittuq pode ter experimentado subdução episódica em sua vida útil. Esta teoria não depende do momento da formação da correia, e as idades representariam a subdução que ocorre em uma idade notável.

## Evidência de vida

### Formações ferríferas bandadas
A formação de ferro com bandas tem muitas semelhanças com formações semelhantes encontradas em depósitos de ferro tipo Algoma. Tem sido sugerido que os depósitos de ferro tipo Algoma podem precipitar devido à atividade bacteriana em um ambiente anóxico, como você iria encontrar na Terra muito precoce. Assim, estas formações de ferro podem muito bem ser uma das mais antigas impressões digitais de vida, mostrando que pode ter havido atividade biológica no momento em que o cinturão estava a ser formado.

### Chert
Um artigo controverso publicado em março de 2017 relatou evidências para o início da vida nessas rochas. O artigo descreve microorganismos putativos fossilizados. As estruturas vistas são interrompidas como tubos de hematita e filamentos, semelhantes em morfologia aqueles produzidos hoje por bactérias que vivem em respiradouros hidrotermais submarinos. Várias microestruturas detalhadas, tanto forma como composição química, combinam estruturas modernas. Coletivamente, essas múltiplas observações levam os autores a concluírem que foram produzidos por "atividade biológica" que concorrem há mais de 3,7 bilhões de anos. Esta conclusão foi recebida com aprovação e com intenso ceticismo. Os autores defenderam vigorosamente suas conclusões e estão confiantes de que suas conclusões resistirão ao teste do tempo.